# 孟团结党

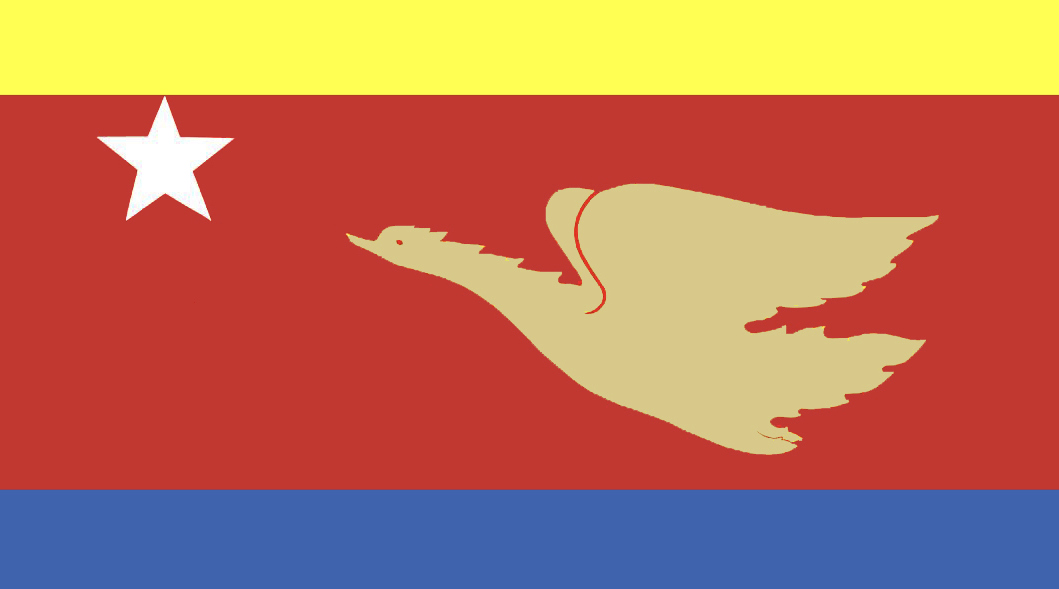
孟团结党旗

孟团结党（縮寫MUP）是缅甸联邦的一个政党。 由两个强大的孟政党组成的联盟统一党拥有近100,000名成员。 该党在卡伦州，坦尼达里，仰光，勃固等地区设有分支机构。

## 历史
2019年7月11日，孟全体民主党和孟国民党组成一个统一党。 2018年12月，所有孟民主党，孟国民党（MNP）和感兴趣的孟政客向选举委员会提交了一份请愿书，要求组成一个新党孟团结党。

## 政党结构
孟团结党中央委员会有140名成员，其中包括中央执行委员会的59名成员； 四位主席； 它由六个秘书处组成。